# کنفرانس برلین
ایران پس از انتخابات پارلمانی: پویایی اصلاحات در جمهوری اسلامی که عموماً با نام کنفرانس برلین شناخته می‌شود، همایشی سه روزه در خصوص آیندهٔ ایران پس از پیروزی اصلاح‌طلبان با اکثریت آرا در انتخابات مجلس شورای اسلامی (۱۳۷۹–۱۳۷۸) بود که از ۱۹ تا ۲۱ فروردین ۱۳۷۹ به‌دعوت بنیاد هاینریش بل در برلین، آلمان برگزار شد. اقدامات این همایش به اندازهٔ اخلال در برگزاری آن از سوی تبعیدیان ایرانی مخالف نظام مورد توجه نبود. تمام شرکت‌کنندگان آن از سوی قوه قضائیه جمهوری اسلامی ایران احضار شدند و تعدادی از آن‌ها به زندان محکوم شدند.

## هدف
شرکت‌کنندگان در این کنفرانس هدف از برگزاری آن را از یک سو نشان دادن نظرات متنوع طیف‌های مختلف فکری اصلاح‌طلب، با هدف ایجاد پلی میان اصلاح طلبان و اندیشمندان داخلی و فعالان سیاسی خارج از کشور، و از سوی دیگر برگزاری گفتگو بین شخصیت‌های ایرانی و آلمانی جهت ترمیم و بهبود وضع افکار عمومی آلمان‌ها نسبت به ایران و به تبع آن افزایش روابط اقتصادی و صنعتی طرفین اعلام کردند.

## مخالفت‌های اولیه
کنفرانس از یک سو مورد مخالفت و اعتراض برخی گروه‌های اپوزیسیون خارج از کشور قرار گرفت و از سوی دیگر در داخل با واکنش برخی جریان‌ها و روزنامه‌هایی نظیر کیهان مواجه شد.
حزب کمونیست کارگری ایران از مخالفین اصلی این برنامه بود و میتینگ آلترناتیوی را هم در بیرون سالن کنفرانس برگزار کرده بود.

## جنجال‌آفرینی
تلویزیون ایران با پخش برنامه‌ای ۳۰ دقیقه‌ای از بخش‌هایی کوتاه و سری شده از حدود ۱۶ ساعت از بعضی سخنرانی‌های نشست‌های کنفرانس (و نه تمام آن‌ها)، در دو شب متوالی ۲۹ و ۳۰ فروردین ماه ۱۳۷۹ از شبکه اول صدا و سیمای جمهوری اسلامی، به این کنفرانس جنبه ملی و ابعادی فراگیر بخشید. در این فیلم صحنه‌هایی از عریان شدن یک مرد، رقصیدن یک زن، فریادهای مرگ بر جمهوری اسلامی و سران آن و بریده‌هایی از فیلم سخنرانی روزهای مختلف در کنار این صحنه‌ها پخش شد.
جنجال اصلی بر سر کنفرانس برلین یک هفته بعد از تمام شدن آن شروع شد. ماجرا به سرعت بالا گرفت. آیت‌الله خامنه‌ای این کنفرانس را توطئه آلمان‌ها و هاشمی رفسنجانی در نماز جمعه تهران آن را در راستای همه‌ی توطئه‌های آمریکا از حمله نظامی طبس به این سو خواندند. گروهی از مردم به صورت کفن پوش در قم و شهرهای دیگر در اعتراض به این ماجرا به راه افتادند و برخی از روحانیون حکم ارتداد شرکت کنندگان را صادر کردند. ماجرا به یکی از گسترده‌ترین بحران‌های سیاسی بعد از پیروزی محمد خاتمی تبدیل شد.

## محاکمه شرکت کنندگان

از چپ جمیله کدیور، محمود دولت‌آبادی، محمدعلی سپانلو و علی افشاری در دادگاه کنفرانس برلین

حکم احضار از طرف دستگاه قضایی برای همه‌ی شرکت‌کنندگان فرستاده شد و به اتهام اقدام علیه امنیت ملی و تبلیغ علیه نظام بازجویی و تفهیم اتهام شدند. اما همواره این ابهام باقی ماند که چرا فقط عده‌ی خاصی از شرکت‌کنندگان در کنفرانس مورد غضب و محاکمه‌ی دستگاه قضایی قرار گرفتند.
از میان شرکت‌کنندگانی که عضو کانون نویسندگان بودند و فاقد پایگاه و حمایتی در داخل نظام، عده‌ای همچون کاظم کردوانی و چنگیز پهلوان به ایران بازنگشتند و به تدریس در دانشگاه‌های خارج از کشور و فعالیت‌های فرهنگی خود مشغول شدند.
بسیاری از شرکت‌کنندگان اساساً دستگیر نشدند و بقیه پس از چند ماه آزاد شدند؛ اما حسن یوسفی اشکوری ابتدا به اعدام و سپس به هفت سال زندان و اکبر گنجی ابتدا به ده سال و سپس به شش سال زندان محکوم گردیدند. اشکوری بعد از چهارسال و نیم آزاد شد و اکبر گنجی تمامی شش سال را در زندان ماند. صادرکننده‌ی این احکام قاضی مقدس بود.

## شرکت‌کنندگان
۱۷ شرکت‌کننده‌ی این کنفرانس، افرادی با گرایش‌های متنوع بودند که بنا بر دعوت حزب سبزهای آلمان در آن کنفرانس حضور داشتند؛ که به ترتیب الفبا عبارتند از:
- علی افشاری
- چنگیز پهلوان
- حمیدرضا جلایی‌پور
- محمود دولت‌آبادی
- فریبرز رئیس‌دانا
- منیرو روانی‌پور
- محمدعلی سپانلو
- عزت‌الله سحابی
- شهلا شرکت
- علیرضا علوی‌تبار
- مهرانگیز کار
- جمیله کدیور
- کاظم کردوانی
- اکبر گنجی
- شهلا لاهیجی
- خدیجه مقدم
- حسن یوسفی اشکوری